# Tomodachi Collection
 (mai 2025).
Si vous disposez d'ouvrages ou d'articles de référence ou si vous connaissez des sites web de qualité traitant du thème abordé ici, merci de compléter l'article en donnant les références utiles à sa vérifiabilité et en les liant à la section « Notes et références ».
Tomodachi Collection (japonais : トモダチコレクション), est un jeu vidéo de simulation de vie pour la Nintendo DS, sorti au Japon le 18 juin 2009. Une suite, Tomodachi Life, est sortie sur Nintendo 3DS au Japon le 18 avril 2013, et en Amérique du Nord et en Europe le 6 juin 2014.

## Système de jeu
Le jeu est composé de Miis créés par l'utilisateur qui est entre autres le maire de l'île. Les joueurs peuvent soit transférer des Miis directement de leur console Wii vers leur Nintendo DS, soit en créer de nouveaux à l'aide du créateur Mii du jeu. Le joueur choisit l'apparence et la personnalité de ses Miis, puis les aide à résoudre leurs soucis, comme se faire des amis et effectuer d'autres tâches quotidiennes. De plus, le joueur peut donner à ses Miis des vêtements, de la nourriture et des objets spéciaux pour les aider à gagner de l'expérience. Les Miis peuvent interagir entre eux et former des relations, comme des amitiés. Lorsqu'un Mii gagne suffisamment d'expérience, il monte de niveau et collecte des récompenses. Au fur et à mesure que le jeu progresse, le respect de certains critères débloquera de nouvelles zones et boutiques sur l'île. Par exemple le jeu « Salle des questions », où le joueur peut poser des questions à ses Miis et les faire voter sur une certaine réponse.

## Développement
Les Miis n'étaient pas présents dans les premiers jeux pour la Nintendo DS, initialement développés pour la Wii et sortis le 19 novembre 2006. Les Miis sont apparus pour la première fois sur la DS deux ans plus tard, en 2008, dans Personal Trainer: Walking . Tomodachi Collection est sorti un an plus tard, uniquement au Japon, le 18 juin 2009[réf. nécessaire]. Bien qu'il ne soit sorti qu'au Japon, quelques traductions par les fans ont été créées.
Tomodachi Collection a été développée par une petite équipe du Nintendo SPD avec Yoshio Sakamoto comme producteur. Il a été conçu comme une « version à laquelle les femmes adultes peuvent jouer » du jeu vidéo Hamtaro de divination exclusif au Japon de 2000 « Tottoko Hamtaro : Tomodachi Daisakusen Dechu », et s'intitulait à l'origine Otona no Onna no Uranai Techō (大人のオンナの占い手帳, lit."The Adult Woman's Fortune-Telling Notebook")  . Il a été révélé que la création de personnage inspirée de Fukuwarai, initialement développée pour Tomodachi Collection, est devenue la base des Miis.
Les développeurs étaient « vraiment intéressés » par une version « occidentale », mais ils ne pouvaient pas trouver le logiciel de synthèse vocale pour gérer les mots d'autres langues.
Il existe une fonction uniquement présente dans la version japonaise de Tomodachi Life qui permet aux joueurs d'« appeler » un Mii à partir d'un fichier de sauvegarde Tomodachi Collection et de transférer le Mii sur la 3DS. Les Miis nouvellement créés sont ajoutés dans le Mii Studio. Il n'est pas possible d'envoyer un Mii dans Tomodachi Collection depuis le créateur Mii.